# ادوارد کالوین کندال
ادوارد کالوین کندال (انگلیسی: Edward Calvin Kendall؛ زاده ۸ مارس ۱۸۸۶ - درگذشته ۴ مهٔ ۱۹۷۲
) یک شیمی‌دان اهل ایالات متحده آمریکا بود.